# 卡龙诺瓦雷西诺
卡龙诺瓦雷西诺（義大利語：Caronno Varesino），是意大利瓦雷泽省的一个市镇。总面积5.62平方公里，人口4938人，人口密度878.6人/平方公里（2009年）。国家统计（ISTAT）代码为012035。